# Костянтин Миколай Радзивілл
Костянти́н Микола́й Радзиві́лл (лит. Motiejus Konstantinas Radvila, пол. Konstanty Mikołaj Stanisław Juliusz Franciszek Radziwiłł, *5 квітня 1793 — †6 квітня 1869) — політичний і громадський діяч, фольклорист Царства Польського в Російській імперії.

## Життєпис
Походив з литовського магнатського роду Радзивіллів, представник Шидловецької лінії гілки Несвізько-Олікської. Єдиний син Мацея Радзивілла, каштеляна віленського, і Ельджбети Ходкевич. Народився 1793 року в Римі. 1800 року після смерті батька успадкував його володіння і титул графа Шидловецького. 1815 року одружився з Марією Грабовською. Залишався в своїй резиденції Полонечка, яку й далі розбудовував.
У 1820 році стає членом Віленської освітньої комісії. Того ж року вступив до таємного політичного товариства «Національне масонство», а в 1821 році перейшов до Патріотичного суспільства, ставши членом Комітету литовської провінції. Після придушення повстання декабристів в 1825 році заарештований, але після звільнений. 1826 року помирає його дружина. 1829 року одружився з представницею шляхетського роду Сулістровських.
З 1832 року стає камергером російського імператорського двору. У 1832—1843 роках обіймав виборну посаду новогрудського повітового маршалка в Гродненській губернії. Був куратором і опікуном народної освіти в Мінській та Гродненській губерніях. Багато уваги приділяв маєтку Полонечка, де палац було перебудовано у стилі ампір — за прикладом вілли Трівулзіно на озері Кома біля італійського міста Беладжіо. У Полонечки ним була зібрана бібліотека у 4 тисячі томів, архів, колекція портретів представників роду Радзивіллів, картини Юзефа Пешки, Яна Рустема, гравюри, гобелени і медалі. За його ініціативою було побудовано турбінний водяний млин в Полонечкі. У 1836 році помирає друга дружина.
У 1840 році одружився з представницею роду Карницьких. У 1845 році в маєтку Радзивілла перебувала редакція польського журналу «Narod i czas» («Народ і час»). У 1850-х переважно займався науковою і громадською діяльністю.
У грудні 1863 року звернувся до Михайла Муравйова, віленського генерал-губернатора, з проханням помилувати учасника польського повстання 1863 року Зигмунда Чеховича. В результаті Чеховичу смертний вирок було замінено засланням до Сибіру. 1869 року Костянтин Миколай Радзивілл помер у Полонечки.

## Творчість
Захоплювався етнографією та культурою білоруського народу. У 1850-ті роки створив праці «Статистичний нарис Новогрудського повіту» і «Етнографічні відомості про жителів Новогрудського повіту», які відправив до Російського географічного товариства (тепер зберігаються в архіві Російської академії наук Санкт-Петербурга). У них Костянтин Миколай Радзивілл охарактеризував білоруську мову як «кривіцьке наріччя» (від племені кривичі), склав словник місцевих слів, описавши зовнішній вигляд новогрудських селян, їх одяг, обряди на Купали, Дзяди, кутю та весілля. Радзівіллом записані 84 прислів'я, одна коляда, 2 купальські та 27 весільних пісень.

## Родина
1. Дружина — Марія, донька Миколая Грабовського, конюшого великого литовського.
Дітей не було.
2. Дружина — Селестина-Селіна Сулістровська.
Діти:
- Ядвіга (1830—1863), дружина князя Едвіна Друцького-Любецького

3. Дружина — Аделія, донька маршалка Миколая Сестржанка-Карницького
Діти:
- Миколай Антоній (1841—1900)
- Мацей Юзеф (1842—1907)
- Селестина
- Антоніна
- Михайлина
- Кароль Вільгельм (1848—1904)
- Костянтин Вінцент
- Домінік Мар'ян